# 米庫區
米庫區（英語：Micoud）是聖盧西亞的10個區之一，位於該國南東部，北鄰登內里區和卡斯特里區，東臨大西洋，南毗維約堡區，西接蘇弗里耶爾區，面積78平方公里，2001年人口17,153，人口密度為每平方公里219.9人。